# Orthoporus cobanus
Orthoporus cobanus är en mångfotingart som beskrevs av Chamberlin 1922. Orthoporus cobanus ingår i släktet Orthoporus och familjen Spirostreptidae. Inga underarter finns listade i Catalogue of Life.